# Kreis Hungen

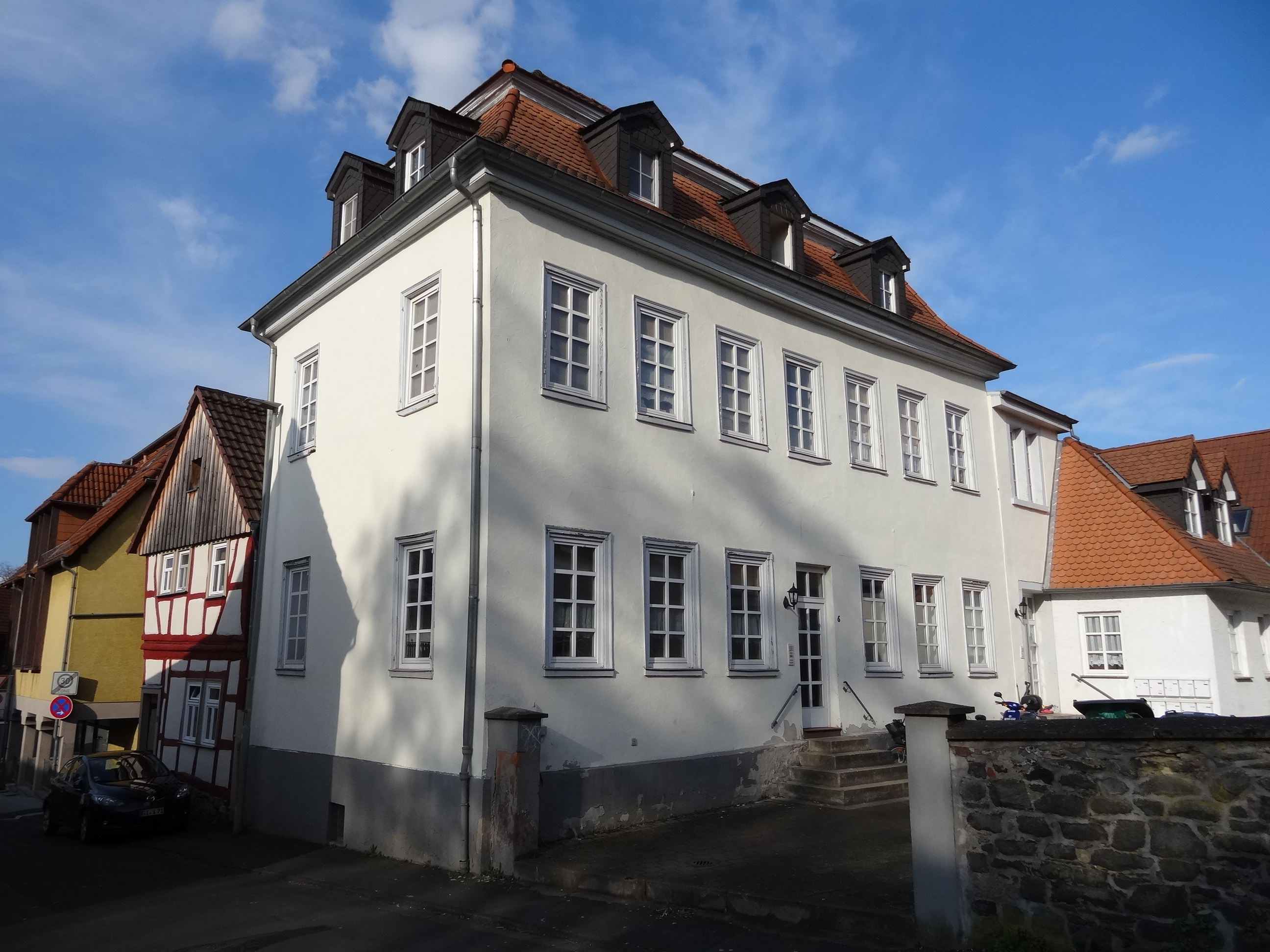
Das ehemalige Kreisamtsgebäude in der Hungener Schlossgasse.

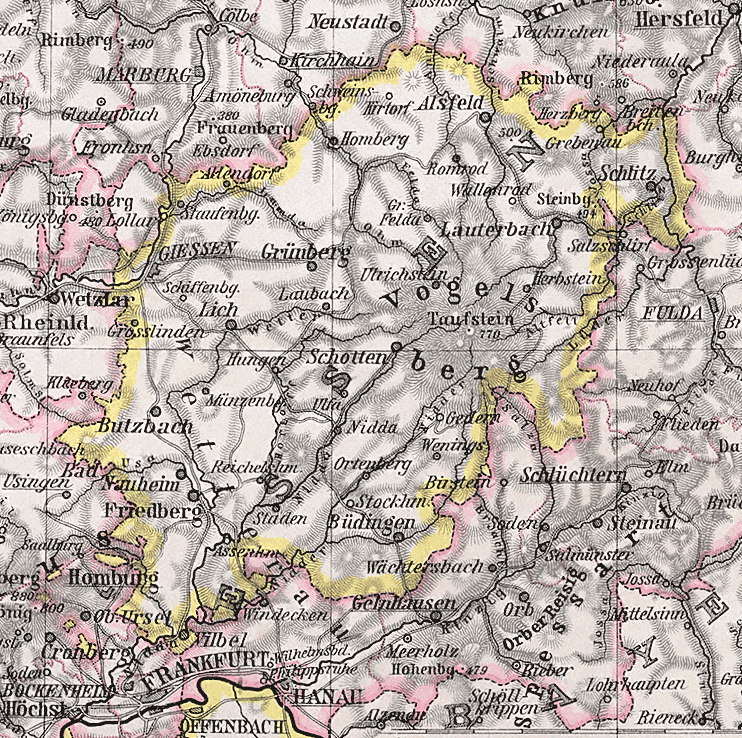
Die Provinz Oberhessen innerhalb des Großherzogtums Hessen, 1905

Der Kreis Hungen war ein Kreis in der Provinz Oberhessen des Großherzogtums Hessen mit Sitz in Hungen. Er bestand von 1841 bis 1848. Das ehemalige Kreisgebiet gehört heute zum Landkreis Gießen in Hessen bzw. zum Wetteraukreis sowie drei Gemeinden zum Vogelsbergkreis.

## Geschichte
Das Großherzogtum Hessen bildete den Kreis Hungen 1841, nachdem der Fürst von Solms-Braunfels die bisher von ihm noch ausgeübten Rechte in der Verwaltung (Landratsbezirk Hungen) an den Staat abgetreten hatte. Dazu wurden der bisher standesherrliche Landratsbezirk aufgelöst und aus dem Bereich der Bezirke der Landgerichte Hungen, Laubach und Lich der Kreis Hungen neu formiert.
Einziger Kreisrat des Kreises Hungen während der gesamten Zeit seines Bestehens war von 1841 bis 1848 Ludwig Follenius.
Als 1848 das Großherzogtum Hessen in Regierungsbezirke eingeteilt wurde, wurde der Kreis Hungen aufgelöst und in den Regierungsbezirk Friedberg eingegliedert.
Im Zuge einer neuerlichen Verwaltungsreform wurden 1852 die Regierungsbezirke wieder aufgelöst. Der Kreis Hungen wurde nicht wiedererrichtet und seine früheren Gemeinden den Kreisen Nidda, Gießen und Friedberg zugeordnet.
Insgesamt bestand der Kreis Hungen aus 41 Gemeinden, davon fünf mit Stadtrechten:
- Hungen
- Laubach
- Lich
- Münzenberg (heute zum Wetteraukreis)
- Grüningen (heute zu Pohlheim, Kreis Gießen)

und 36 Landgemeinden:
- Bellersheim, Nonnenroth, Obbornhofen, Trais-Horloff, Utphe, Villingen (heute zur Stadt Hungen, Kreis Gießen)
- Münster, Röthges, Freienseen, Gonterskirchen, Ruppertsburg, Wetterfeld (heute zur Stadt Laubach, Kreis Gießen)
- Kloster Arnsburg, Bettenhausen, Birklar, Eberstadt, Langsdorf, Muschenheim, Nieder-Bessingen, Ober-Bessingen (heute zur Stadt Lich, Kreis Gießen)
- Lardenbach (heute zur Stadt Grünberg, Kreis Gießen)
- Dorf Güll, Holzheim (heute zu Pohlheim, Kreis Gießen)
- Ettingshausen, Hattenrod (heute zu Reiskirchen, Kreis Gießen)
- Gambach, Ober-Hörgern, Trais-Münzenberg (heute zur Stadt Münzenberg, Wetteraukreis)
- Griedel (heute zur Stadt Butzbach, Wetteraukreis)
- Weckesheim (heute zu Reichelsheim, Wetteraukreis)
- Wölfersheim (heute Wetteraukreis)
- Wohnbach (heute zu Wölfersheim s.o.)
- Einartshausen mit Ziegelhütte (heute zur Stadt Schotten, Vogelsbergkreis)
- Ilsdorf (heute zu Mücke, Vogelsbergkreis)

Hungen, Laubach und Lich waren Sitze von Landgerichten, wobei zum Landgericht Hungen 20, zum Landgericht Laubach 13 und zum Landgericht Lich 8 Gemeinden gehörten. Kreisrat des Kreises Hungen war Ludwig Follenius.
Im Jahr 1848 verzeichnete der Verein für deutsche Statistik für den Kreis Hungen 26.615 Einwohner, davon 13.579 Lutheraner, 11.891 Reformierte, 1.005 Juden, 129 Katholiken und 11 sonstige bzw. konfessionslose. Drei Personen waren über 90 Jahre alt, 22 taubstumm, 21 geisteskrank und 16 blind.
An Bebauung wurden gezählt: 35 Kirchen und Kapellen, 7 Synagogen, 38 Schulhäuser, 114 weitere öffentliche Gebäude und 4.541 Wohngebäude. Auf ein Wohngebäude kamen 5,8 Bewohner.
An Tieren wurden erfasst: 1.003 Pferde, 10.198 Rindviecher, 62 Esel, 16.249 Schafe, 1.367 Ziegen und 7.960 Schweine.